# Klaus Michler
Klaus Michler (ur. 15 maja 1970 w Stuttgarcie) – niemiecki hokeista na trawie, złoty medalista olimpijski z Barcelony.
Brał udział w dwóch igrzyskach (IO 92, IO 96). Największy sukces w karierze odniósł w 1992, kiedy to wywalczył złoty medal olimpijski. Był mistrzem Europy w 1991 i 1995 oraz brązowym medalistą mistrzostw świata w 1998. Łącznie rozegrał w kadrze 123 spotkania, w latach 1991-1998.